# De trip van Teetje
De trip van Teetje is een Nederlandse film uit 1998 van Paula van der Oest. Het is gebaseerd op een scenario van haarzelf. De film heeft als internationale titel Tate's Voyage. De film maakte deel uit van de serie Route 2000-films.

## Verhaal
De film volgt de louche jonge Rotterdamse zakenman Theo van Nierhof, beter bekend als Teetje. Wanneer Teetje denkt de kans van zijn leven te grijpen door een  groot Russisch schip te kopen, ontdekt hij al snel dat het schip niet alleen een grote lading bevat maar dat de originele bemanning al maanden op het schip verblijft.
Teetje wilt zo snel mogelijk met zijn schip gaan uitvaren om de bijbehorende lading ergen te gaan verkopen. Aan boord krijgt hij echter langzamerhand steeds meer sympathie voor de zeelieden op zijn schip en voor hun erbarmelijke situatie. Hierbij komt Teetje uiteindelijk tot de conclusie dat het leven niet alleen om geld draait.

## Rolverdeling
| acteur             | personage                 |
| ------------------ | ------------------------- |
| Cees Geel          | Theo "Teetje" van Nierhof |
| Thekla Reuten      | Mary                      |
| Cynthia Abma       | Karin                     |
| Wolter Muller      | Boris                     |
| Dimitri Ivanov     | Nikolaj                   |
| Dimme Treurniet    | Ger                       |
| Jaap Maarleveld    | havenmeester              |
| Boris Abarov       | kapitein                  |
| Abdenbi Azzaoui    | Hassan                    |
| Ron Christian Boom | bewaker Ron               |
| Cilly Dartell      | verslaggeefster           |
| István Jeney       | tolk                      |
| Serge Latychav     | dirigent                  |
| Re Leonie          | moeder                    |
| Albert Muske       | schilder                  |
| Henk Strijbos      | douanebeambte             |
| Leonid Vlassov     | machinist                 |
| Olej Yemelyanov    | koorlid                   |